# Herb Siechnic
Herb Siechnic – jeden z symboli miasta i gminy Siechnice, ustanowiony 27 stycznia 2011.

## Wygląd i symbolika
Herb przedstawia na tarczy w polu srebrnym czerwony krzyż kotwicowy (kotwiczny) z sześcioramienną czerwoną gwiazdą. Nawiązuje do Zakonu Krzyżowców z Czerwoną Gwiazdą.

## Historia

Herb gminy Święta Katarzyna

Do końca 2009 roku gmina nosiła nazwę Święta Katarzyna, 9 listopada 1993 ustanowiono herb tej gminy. Przedstawiał on tarczę dwudzielną w słup, w której:
- prawe pole heraldyczne przedstawia koło i miecz, stanowiące atrybuty św. Katarzyny Aleksandryjskiej, patronki stolicy gminy,
- lewe pole heraldyczne zajmuje pół czarnego orła na złotym polu ze srebrną przepaską na piersi, symbolizujące Śląsk, czyli krainę geograficzno-historyczną w której znajduje się gmina[2].

Wraz z przeniesieniem siedziby gminy do Siechnic, władze gminy zdecydowały się na zmianę herbu, początkowo miał on częściowo nawiązywać do poprzedniego symbolu gminy, ostatecznie jednak z tego zrezygnowano.